# 228
228 је била преступна година.

## Догађаји
- Домиције Улпијан, римски правник и префект, убијен је од стране преторијанске гарде, у присуству цара Александра Севера . Његово укидање привилегија чувара палате постаје Улпијанов пад, који је у побуни у Риму убијен, између војника и руље.
- Краљ Ардашир I, четири године након успостављања Сасанидског управљања Персијским царством, завршава освајање Партије.
- Битка код Јиетинга: Краљевство Цао Веј одлучно побеђује Краљевство Шу Хан.
- Битка код Шитинга: Источно Ву краљевство побеђује Краљевство Цао Веј.

## Рођења
- Павле Тивејски